# Fernando Guillamón
Fernando Guillamón Rodríguez (Siviglia, 5 giugno 1927 – 31 dicembre 1987) è stato un calciatore e allenatore di calcio spagnolo.

## Biografia
Anche i suoi fratelli maggiori José e Joaquín furono calciatori.

## Palmarès
- Primera División spagnola: 1

Siviglia: 1945-1946
- Coppa di Spagna: 1

Siviglia: 1948
- Segunda División spagnola: 1

Maiorca: 1959-1960